# 天海蓮音
天海 蓮音（あまみ はすね、1991年1月22日 - ）は、日本のタレント。東京都出身。WESSAP所属。

## 出演

### 舞台
- 2018 WESSAP Show Time IN Nagasaki
- 多摩っ子バブルス公演(男役)